# Локалока
Локалока (скр. Lokâloka = loka + aloka = «мир и немир») — в индуистской космологии кольцевая гора, отделяющая расположенные за Пушкара-двипой  обитаемые, освещенные Солнцем миры от необитаемого царства тьмы. Другое название Локалоки — Чакравада или Чакравала (Chakra-vâda — «круг»).
В «Йоге Васиштхи», например, так описано путешествие к Локалоке:

 
О мудрец, в этой огромной вселенной, в уголке, есть твой мир, где живешь ты. За границами этой вселенной стоят горы Локалока. Где-то там есть только люди, в других местах обитают только боги, там есть гоблины и долгоживущие существа. …  Я живу внутри камня, который лежит на северо-восточных склонах этих гор. Такая у меня судьба — жить внутри камня. Я там жила бесконечное время. Мой муж тоже там живёт.
... В её компании я пересек пространство и достиг гор Локалока и увидел камень. Я увидел, что это был просто камень…

Этот последний Випасит достиг границ пространства земли, называемых горами Локалока, которые он помнил из опыта прошлых жизней. Эти горы высотой несколько тысяч миль, одна сторона освещена, а другая – нет. Отсюда он видел землю и все остальное, как если бы они были далекими планетами. Потом он пошёл на сторону гор, которая все время была окутана тьмой. За этим была огромная пустота, где нет земли, нет существ, и нет ничего движущегося или недвижного.
...Горы Локалока находятся на границе земного пространства. За этим находится огромная пространственная яма, заполненная полной темнотой, хоть что-то и существует в ней здесь и там. Т.к. звездная сфера находится на значительном расстоянии, кажется, что где-то существует некоторый свет и тьма во всех остальных местах. Это – звезды, находящиеся на огромном расстоянии от гор Локалока. 